# Salamander (serie televisiva)
Salamander è una serie televisiva poliziesca belga, creata da, e basata sul romanzo di, Bavo Dhooge. Viene trasmessa per la prima volta su Eén il 30 dicembre 2012. La serie di dodici episodi, prodotta da Skyline Entertainment e scritta da Ward Hulselmans, ha un cast che include Filip Peeters nel ruolo dell'ispettore Paul Gerardi, un detective belga che indaga sul furto di sessantasei cassette di sicurezza appartenenti a personaggi belgi di spicco. Viene trasmessa nel Regno Unito su BBC Four dall'8 febbraio 2014. Dopo il successo della prima serie, una seconda serie viene commissionata da Eén ma la produzione di quest'ultima inizia solo cinque anni dopo. La seconda serie viene sottotitolata Blood Diamonds ed è trasmessa per la prima volta il 7 gennaio 2018. Viene anch'essa trasmessa su BBC Four dal 14 aprile 2018.

## Trama

### Prima stagione
Jonkhere, una piccola banca privata di Bruxelles, viene derubata e 66 cassette di sicurezza appartenenti ad alcuni dei personaggi pubblici più importanti del Belgio vengono ripulite. I proprietari vogliono tenere nascosti i furti, presumibilmente per evitare scandali. L'ispettore di polizia Paul Gerardi (Filip Peeters) conduce le indagini. Scopre la connessione: le vittime sono membri di un'organizzazione segreta chiamata "Salamander", composta da membri dell'élite industriale, finanziaria, giudiziaria e politica del paese; le cassette di sicurezza contenevano segreti fin dalla seconda guerra mondiale. Gerardi diventa il bersaglio sia dei criminali che delle autorità.

### Seconda stagione
L'ispettore capo Gerardi apre un'indagine dopo l'assassinio del rifugiato politico Léon Tchité. Rimane invischiato in una rete di diamanti insanguinati.

## Produzione
Le riprese sono iniziate a Bruxelles nel maggio 2011. Le location delle riprese includono il Parco di Bruxelles, Egmont Park, l'esterno del Parlamento federale belga, il Parco del Cinquantenario, il Palazzo di Giustizia, la stazione ferroviaria di Bruxelles Sud, e l'Hotel Metropole. La serie è stata finanziata dalla Vlaamse Radio- en Televisieomroeporganisatie e dal Belgian Tax Shelter.
BBC Four ha acquisito Salamander nel 2013 e la prima trasmissione è iniziata l'8 febbraio 2014. Sue Deeks, responsabile dell'acquisizione per la BBC, ha dichiarato: "'Salamander' è un thriller avvincente e all'avanguardia. Sarà un'aggiunta fantastica ai nostri sabato sera su BBC4". La serie è stata acquisita anche da RTBF e successivamente da Netflix. La prima serie è stata successivamente pubblicata in DVD nel Regno Unito tramite Arrow Films il 17 marzo 2014.
Salamander era pronto per un remake in lingua inglese, con una coproduzione internazionale tra Cite Amerique e British Artist Studio, ma in seguito la produzione passò agli ABC Studios, dove, il 31 gennaio 2017, è stato ordinato un pilota per una potenziale serie nel 2017-2018.